# وزارة الدفاع (هولندا)
وزارة الدفاع الهولندية (بالهولندية: Ministerie van Defensie; MinDef) هي وزارة هولندية مسئولة عن القوات المسلحة الملكية الهولندية وشئون المحاربين القدامى. تم إنشاء الوزارة عام 1813 باسم وزارة الحرب، وفي عام 1928 جنبا إلى جنب مع  وزارة البحرية . بعد الحرب العالمية الثانية في الوزارات تم فصل مرة أخرى، في هذه الفترة كان وزير الحرب ووزير البحرية غالبا ما يكون الشخص نفسه و وزير مفوض (هولندا) لكانت البحرية المسؤولة عن يوميا شؤون البحرية الملكية الهولندية. في عام 1959 تم دمج الوزارات. ويرأس وزارة من وزير الدفاع، في الوقت الحالي جانين Hennis-Plasschaert.